# Балестијер (Белуно)
Балестијер (итал. Balestier) је насеље у Италији у округу Белуно, региону Венето.
Према процени из 2011. у насељу је живело 40 становника. Насеље се налази на надморској висини од 920 м.